# Emilia Ríos
Cristina Emilia Ríos Saavedra (Santiago, 20 de mayo de 1988) es una politóloga y política chilena, militante del Frente Amplio. Entre 2021 y 2024 se desempeñó como alcaldesa de Ñuñoa. Desde noviembre de 2024 se desempeña como subsecretaria de Deportes bajo el gobierno del presidente Gabriel Boric.

## Familia y estudios
Nació y vivió sus primeros años en la Villa Los Presidentes; luego, con su familia, se cambió a la Villa Frei, ambas pertenecientes a la comuna de Ñuñoa.
Estudió la educación básica en el Colegio Maya School. Egresó en 2005 del Liceo Carmela Carvajal de Prat. Estudió un semestre de periodismo en la Universidad de Chile, antes de ingresar a ciencias políticas en la Universidad Católica, donde se graduó en 2014. En 2020 obtuvo un magíster en Gobierno y Gerencia Pública en la Universidad de Chile.

## Carrera política

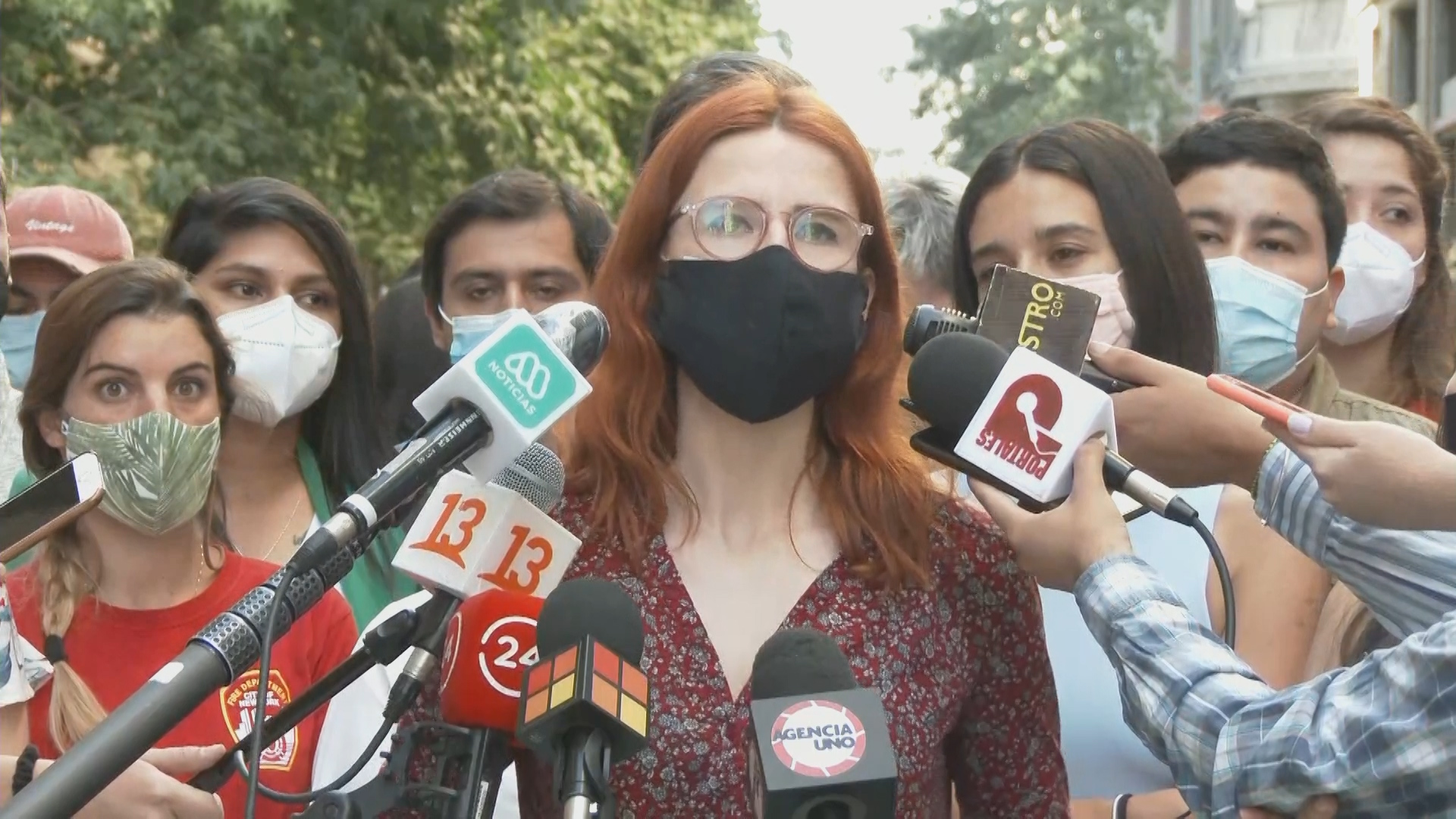
Emilia Ríos durante un punto de prensa (2021).

Ingresó a militar en el partido Revolución Democrática el año 2014. Se presentó al cargo de concejala por la comuna de Ñuñoa para las elecciones municipales de 2016, resultando electa con 2537 votos. El 6 de diciembre de 2016 asumió como concejala. El 2018 fue parte del Consejo Político Nacional de RD, máximo órgano deliberativo de aquella tienda política. Como concejala de Ñuñoa, presidió las comisiones de la Mujer y Equidad de Género y la de Medio Ambiente, desde donde ha fiscalizado el proceso de reciclaje y tratamiento de la basura comunal.
Fue candidata a alcaldesa en las elecciones municipales de 2021, representando al Frente Amplio. La izquierda se presentó a esta elección dividida, con cinco candidaturas de Revolución Democrática, Partido Comunista, Partido Socialista, Partido Demócrata Cristiano y Unión Patriótica versus un único candidato de Renovación Nacional, partido de la coalición oficialista de ese momento, Chile Vamos y que controlaba la Municipalidad de Ñuñoa desde 1996. La candidata del Partido Socialista, Paula Mendoza, bajó su candidatura en pos de la unidad de la oposición, con lo que la candidatura de Emilia Ríos recibió el apoyo del Partido Socialista de Ñuñoa. Emilia Ríos resultó ganadora de la elección con el 31,85% de las preferencias, quedando, 2741 votos sobre el candidato Guido Benavides (RN), quien obtuvo el 29,34% de los sufragios. Asumió como alcaldesa el 28 de junio de 2021 con 33 años de edad.
En octubre del año 2024, Emilia Ríos se presentó como candidata para la reelección como alcaldesa de Ñuñoa en las elecciones municipales. Sin embargo, quedó en segundo lugar con el 45,93% de los votos, siendo derrotada por un estrecho margen por Sebastián Sichel (Ind./ChV) que obtuvo el 46,69% de las preferencias.
El 13 de noviembre de 2024 anunció su renuncia como alcaldesa de Ñuñoa, la que se tenía previsto se hiciese efectiva el 16 de ese mes, con el objetivo de presentarse en las elecciones parlamentarias de 2025. Esto a pesar de que, durante la campaña, y luego menos de dos semanas antes de su renuncia aseguró no tener planes de hacerlo. Sin embargo, el 15 de noviembre fue nombrada subsecretaria del deporte por Gabriel Boric.

## Gestión

Ríos como alcaldesa de Ñuñoa (2024).

Al asumir como alcaldesa en 2021, denunció recibir el Municipio con un déficit de $7300 millones de pesos, además de hechos de corrupción por parte de sus antecesores, como el alcalde saliente, Andrés Zarhi (Ind. ex Renovación Nacional), alcalde de Ñuñoa entre 2016 y 2021, por fraude al fisco, que habría defraudado al Municipio con más de $176 millones de pesos, a lo que se suman casi $500 millones de pesos por el pago de indemnizaciones exorbitantes al equipo cercano del exalcalde Zarhi. En el mes de febrero de 2024, la justicia determinó arresto domiciliario nocturno al exalcalde por dichos delitos. En tanto, al exalcalde Pedro Sabat (Renovación Nacional), fue condenado por dos delitos de negociación incompatible en una causa relacionada con contratos del Municipio que favorecieron a uno de sus hijos.
Durante su administración ha llevado a cabo distintas gestiones, pudiendo impulsar distintos proyectos de mejoramiento urbano en conjunto al Gobierno Regional, en donde se están ejecutando distintos proyectos como la Conservación de la Avenida Campo de Deportes, la reparación de la Avenida Simón Bolívar, el recambio de luminarias led en zona poniente y oriente de la comuna, entre otros. 

### Controversias
La Contraloría General de la República detectó una serie de irregularidades durante parte del periodo de la gestión de la exalcaldesa y actual subsecretaria de Deportes, Emilia Ríos. Esto, luego de una auditoría que se realizó entre enero y septiembre de 2024.
Su renuncia al cargo de alcaldesa para ir como candidata a parlamentaria generó controversia por primero decir que no lo haría y luego además ser nombrada subsecretaria. La Contraloría General de la República se pronunció al respecto y determinó que no cumplió con la normativa vigente puesto que fue designada subsecretaria el 15 de noviembre de 2024 —fecha anterior a la que su renuncia se hiciera efectiva—, por lo que su dimisión no se vio motivada por la causal que la ley lo permite y por ello, el ente fiscalizador declaró que Ríos debió consultar al concejo municipal su renuncia y ser aprobada por el quórum exigido.

## Historial electoral
| Año  | Tipo                    | Territorio | Pacto                 | Partido | Votos  | %     | Resultado |
| ---- | ----------------------- | ---------- | --------------------- | ------- | ------ | ----- | --------- |
| 2016 | Municipales a concejala | Ñuñoa      | Cambiemos la Historia | RD      | 2 652  | 4.44  | Concejala |
| 2021 | Municipales a alcaldesa | Ñuñoa      | Frente Amplio         | RD      | 34 646 | 31.84 | Alcaldesa |
| 2024 | Municipales a alcaldesa | Ñuñoa      | Contigo Chile Mejor   | FA      | 73 257 | 45.93 | No electa |